# حلم ليلة (فلم)
الكبير هو فيلم مصري تم إنتاجه عام 1949، تأليف وإخراج صلاح بدرخان و بطولة وجيه بدرخان ونور الصباح.

## فريق العمل
إخراج وتأليف: صلاح بدرخان
إنتاج: أفلام سيناء
بطولة:
- وجيه بدرخان
- نور الصباح
- بشارة واكيم
- منسي فهمي

## روابط خارجية
- مقالات تستعمل روابط فنية بلا صلة مع ويكي بيانات